# Althen-des-Paluds
 Althen-des-Paluds  (en occitano Lei Palúses) una población y comuna francesa, en la región de Provenza-Alpes-Costa Azul, departamento de Vaucluse, en el distrito de Carpentras y cantón de Carpentras-Sud.
Está integrada en la Communauté de communes les Sorgues du Comtat.

## Demografía[3]
| 1 200 | 1 252 | 1 260 | 1 303 | 1 326 | 1 348 | 1 137 | 1 023 | 1 021 | 1 022 | 1 006 | 990 | 925 | 985 | 883 | 891 | 938 | 927 | 960 | 987 | 1 070 | 1 173 | 1 288 | 1 575 | 1 600 | 1 988 | 2375 |
| Para los censos de 1962 a 1999 la población legal corresponde a la población sin duplicidades (Fuente: INSEE [Consultar]) |       |       |       |       |       |       |       |       |       |       |     |     |     |     |     |     |     |     |     |       |       |       |       |       |       |      |